# 65 Gwardyjska Brygada Pancerna
65 Gwardyjska Brygada Pancerna (ros. 65-я гвардейская танковая бригада) – jednostka pancerna Armii Czerwonej z okresu II wojny światowej, uczestniczyła w walkach przeciw wojskom niemieckim m.in. na ziemiach polskich i zdobyciu stolicy III Rzeszy Berlina.
65 Gwardyjska Brygada Pancerna została utworzona 20 listopada 1944 przez przemianowanie 103 Brygady Pancernej w jednostkę gwardyjską.                                           Jej szlak bojowy w walce z niemieckim  najeźdzcą prowadził m.in. przez Warszawę, Włocławek, Łabiszyn, Bydgoszcz, Chodzież, Pyrzyce, Choszczno i Kamień Pomorski, a zakończył się pod Poczdamem, po zdobyciu stolicy III Rzeszy - Berlina. 
W czasie bitwy o Bydgoszcz brygada dowodzona przez płka Iwana Potapowa 23 stycznia 1945 atakiem z kierunku zachodniego wdarła się razem z 47 Gwardyjską Brygadą Pancerną w niemiecką obronę w mieście. Następnie przekazała swoje pozycje kawalerzystom z 2 Gwardyjskiego Korpusu Kawalerii i kontynuowała natarie w stronę rzeki Odry.

## Dowództwo brygady
Dowódcy:
- płk Iwan Potapow[3] (20.11.1944 - 12.05.1945)
- ppłk Grigorij Pawłowski (12.05.1945 - 10.07.1945)[1].

Szefowie sztabu:
- ppłk Michaił Klimenko (20.11.1944 - 10.03.1945)[1].

## Struktura organizacyjna
- 1 batalion czołgów,
- 2 batalion czołgów,
- 3 batalion czołgów.
- zmotoryzowany batalion piechoty (Моторизованный батальон автоматчиков) i inne.